# Chytriomyces tabellariae
Chytriomyces tabellariae är en svampart som först beskrevs av Joseph Schröter, och fick sitt nu gällande namn av Canter 1949. Chytriomyces tabellariae ingår i släktet Chytriomyces och familjen Chytridiaceae.   Inga underarter finns listade i Catalogue of Life.